# Frontières du Tchad

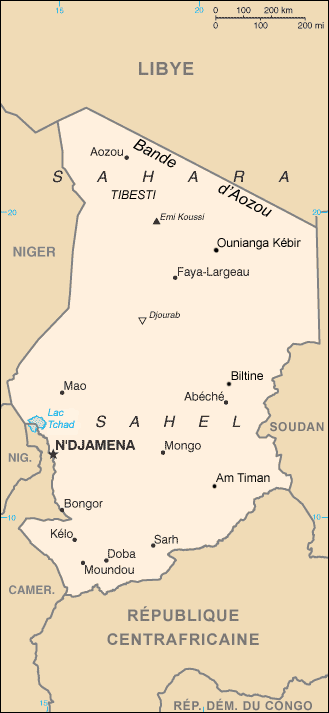
Carte du Tchad, mettant en évidence ses frontières terrestres avec les pays voisins.

Cet article recense les frontières du Tchad.

## Frontières

### Frontières terrestres
Le Tchad partage des frontières terrestres avec ses 6 pays voisins : la Libye, le Soudan, la République centrafricaine, le Cameroun, le Nigeria et le Niger, pour un total de 5 968 km.

### Récapitulatif
Le tableau suivant récapitule l'ensemble des frontières du Tchad :
| Pays                      | Frontière terrestre (km) | Notes |
| ------------------------- | ------------------------ | ----- |
| Libye                     | 1055                     |       |
| Soudan                    | 1360                     |       |
| République centrafricaine | 1197                     |       |
| Cameroun                  | 1094                     |       |
| Nigeria                   | 87                       |       |
| Niger                     | 1175                     |       |
| Total                     | 5 968                    |       |